# Ollie Wilkinson
Ollie Wilkinson (* 4. Oktober 1944 im County Waterford) ist ein ehemaliger irischer Politiker der Fianna Fáil. 
Wilkinson war ein Landwirt, bevor er in die Politik einstieg. Bei den Wahlen zum Dáil Éireann 2002 wurde er im Wahlkreis Waterford für die Fianna Fáil gewählt und zog als Teachta Dála in den Dáil Éireann, das irische Unterhaus, ein. Bei den Wahlen 2007 verlor er jedoch seinen Sitz wieder. Erfolglos war er auch bei den Wahlen zum Waterford County Council 2009.